# باشگاه فوتبال آ. ث میلان در اروپا
باشگاه فوتبال آ.ث. میلان نام باشگاهی حرفه‌ای در زمینهٔ فوتبال است که در شهر میلان، ایالت لمباردی، کشور ایتالیا واقع است. این باشگاه تحت عنوان «باشگاه فوتبال و کریکت میلان» در سال ۱۸۹۹ دایر شد و از همان سال تاکنون در لیگ فوتبال ایتالیا فعالیت می‌کند. میلان اولین تیم ایتالیایی‌است که در سال ۱۹۵۵ به جام باشگاه‌های اروپا راه یافت. میلان در تمام رقابت‌های اروپایی، به استثنای جام اینترتوتو، شرکت کرده‌است.
بیشترین افتخارات اروپایی میلان مربوط به لیگ قهرمانان/جام باشگاه‌های اروپاست. ۷ قهرمانی که اولینشان در سال ۱۹۶۳ رخ داد و میلان را به اولین تیم ایتالیایی فاتح اروپا تبدیل کرد. در ادامه میلان ۶بار دیگر در سال‌های ۱۹۶۹، ۱۹۸۹، ۱۹۹۰، ۱۹۹۴، ۲۰۰۳ و ۲۰۰۷ بر بام اروپا ایستاد. دیگر رقابت اروپایی که باشگاه ۲بار موفق به فتح آن شده جام در جام است. میلان تحت هدایت نرئو روکو در سال‌های ۱۹۶۸ و ۱۹۷۳ جام در جام اروپا را تصاحب کرده‌است. در سوپر جام اروپا میلان با ۵ عنوان رکورددار است. این عناوین در سال‌های ۱۹۸۹، ۱۹۹۰، ۱۹۹۴، ۲۰۰۳ و ۲۰۰۷ کسب شده‌اند. میلان جام بین قاره‌ای را در سال‌های ۱۹۶۹، ۱۹۸۹ و ۱۹۹۰ تصاحب کرده‌است. و در نهایت جام باشگاه‌های جهان آخرین جام بین‌المللی است که میلان در سال ۲۰۰۷ به عنوان قهرمان اروپا و اولین تیم ایتالیایی آن را به افتخارات خود اضافه کرد. مربی این تیم هم‌اکنون استفانو پیولی است.

## تاریخچه

### اولین حضور اروپایی
میلان در فصل ۵۶-۱۹۵۵ به عنوان قهرمان فصل گذشته سری آ و برای نخستین بار در رقابت‌های اروپایی حاضر شد.
اولین رقابت اروپایی تیم در مرحله یک‌هشتم نهایی و در مصاف با تیم زاربروکن آلمان رقم خورد. میلان در خانه ۴-۳ مغلوب شد. دور برگشت در لودویس پارک برگزار شد و تیم آلمانی با نتیجه ۴-۱ مغلوب نماینده ایتالیا شد. میلان بعد از غلبه بر راپید وین در نیمه نهایی به مصاف رئال مادرید رفت. بازی رفت در ورزشگاه سانتیاگو برنابئو برگزار شد و رئال ۴-۲ پیروز شد. میلان در سن سیرو ۲-۱ پیروز شد اما در مجموع شکست خورد و به فینال راه نیافت. اولین حضور اروپایی میلان در شرایطی به پایان رسید که رئال مادرید به فینال راه یافت و برای نخستین بار قهرمان اروپا شد.

## مسابقات
| فصل       | رقابت                 | مرحله                 | حریف                  | نتایج                     |
| --------- | --------------------- | --------------------- | --------------------- | ------------------------- |
| ۵۶–۱۹۵۵   | جام باشگاه‌های اروپا   | دور اول               | زاربروکن              | ۳–۴ (خ), ۴–۱ (م)          |
| ۵۶–۱۹۵۵   | جام باشگاه‌های اروپا   | یک‌چهارم نهایی         | راپید وین             | ۱–۱ (م), ۷–۲ (خ)          |
| ۵۶–۱۹۵۵   | جام باشگاه‌های اروپا   | نیمه نهایی            | رئال مادرید           | ۲–۴ (م), ۲–۱ (خ)          |
| ۵۸–۱۹۵۷   | جام باشگاه‌های اروپا   | دور مقدماتی           | راپید وین             | ۴–۱ (خ), ۲–۵ (م), 4–2 (N) |
| ۵۸–۱۹۵۷   | جام باشگاه‌های اروپا   | دور اول               | گلاسکو رنجرز          | ۴–۱ (م), ۲–۰ (خ)          |
| ۵۸–۱۹۵۷   | جام باشگاه‌های اروپا   | یک‌چهارم نهایی         | دورتموند              | ۱–۱ (م), ۴–۱ (خ)          |
| ۵۸–۱۹۵۷   | جام باشگاه‌های اروپا   | نیمه نهایی            | منچستر یونایتد        | ۱–۲ (م), ۴–۰ (خ)          |
| ۵۸–۱۹۵۷   | جام باشگاه‌های اروپا   | فینال                 | رئال مادرید           | ۲–۳ (N)                   |
| ۶۰–۱۹۵۹   | جام باشگاه‌های اروپا   | دور مقدماتی           | المپیاکوس             | ۲–۲ (م), ۳–۱ (خ)          |
| ۶۰–۱۹۵۹   | جام باشگاه‌های اروپا   | دور اول               | بارسلونا              | ۰–۲ (خ), ۱–۵ (م)          |
| ۱۹۶۱-۶۲   | اینتر-سیتیز فیرز کاپ  | دور اول               | نووی سد               | ۰–۰ (خ), ۰–۲ (م)          |
| ۶۳–۱۹۶۲   | جام باشگاه‌های اروپا   | دور مقدماتی           | یونیون                | ۸–۰ (خ), ۶–۰ (م)          |
| ۶۳–۱۹۶۲   | جام باشگاه‌های اروپا   | دور اول               | ایپسویچ تاون          | ۳–۰ (خ), ۱–۲ (م)          |
| ۶۳–۱۹۶۲   | جام باشگاه‌های اروپا   | یک‌چهارم نهایی         | گالاتاسرای            | ۳–۱ (م), ۵–۰ (خ)          |
| ۶۳–۱۹۶۲   | جام باشگاه‌های اروپا   | نیمه نهایی            | داندی                 | ۵–۱ (خ), ۰–۱ (م)          |
| ۶۳–۱۹۶۲   | جام باشگاه‌های اروپا   | فینال                 | بنفیکا                | ۲–۱ (N)                   |
| ۱۹۶۳      | جام بین قاره‌ای        | فینال                 | سانتوس                | ۴–۲ (خ), ۲–۴ (م), ۰–۱ (م) |
| ۶۴–۱۹۶۳   | جام باشگاه‌های اروپا   | دور اول               | نورشوپینگ             | ۱–۱ (م), ۵–۲ (خ)          |
| ۶۴–۱۹۶۳   | جام باشگاه‌های اروپا   | یک‌چهارم نهایی         | رئال مادرید           | ۱–۴ (م), ۲–۰ (خ)          |
| ۱۹۶۴-۶۵   | اینتر-سیتیز فیرز کاپ  | دور اول               | استراسبورگ            | ۰–۲ (م), ۱–۰ (خ)          |
| ۱۹۶۵-۶۶   | اینتر-سیتیز فیرز کاپ  | دور اول               | استراسبورگ            | ۱–۰ (خ), ۰–۱ (م), ۱–۱ (م) |
| ۱۹۶۵-۶۶   | اینتر-سیتیز فیرز کاپ  | دور دوم               | فابریل                | ۰–۲ (م), ۲–۰ (خ), ۱–۰ (خ) |
| ۱۹۶۵-۶۶   | اینتر-سیتیز فیرز کاپ  | دور سوم               | چلسی                  | ۱–۲ (م), ۲–۱ (خ), ۱–۱ (خ) |
| ۱۹۶۷-۶۸   | جام برندگان جام اروپا | دور اول               | لفسکی صوفیه           | ۵–۱ (خ), ۱–۱ (م)          |
| ۱۹۶۷-۶۸   | جام برندگان جام اروپا | دور دوم               | گیوری                 | ۲–۲ (م), ۱–۱ (خ)          |
| ۱۹۶۷-۶۸   | جام برندگان جام اروپا | یک‌چهارم نهایی         | استاندارد لیژ         | ۱–۱ (م), ۱–۱ (خ), ۲–۰ (خ) |
| ۱۹۶۷-۶۸   | جام برندگان جام اروپا | نیمه نهایی            | بایرن مونیخ           | ۲–۰ (خ), ۰–۰ (م)          |
| ۱۹۶۷-۶۸   | جام برندگان جام اروپا | فینال                 | هامبورگ               | ۲–۰ (N)                   |
| ۶۹–۱۹۶۸   | جام باشگاه‌های اروپا   | دور اول               | مالمو                 | ۱–۲ (م), ۴–۱ (خ)          |
| ۶۹–۱۹۶۸   | جام باشگاه‌های اروپا   | یک‌چهارم نهایی         | سلتیک                 | ۰–۰ (خ), ۱–۰ (م)          |
| ۶۹–۱۹۶۸   | جام باشگاه‌های اروپا   | نیمه نهایی            | منچستر یونایتد        | ۲–۰ (خ), ۰–۱ (م)          |
| ۶۹–۱۹۶۸   | جام باشگاه‌های اروپا   | فینال                 | آژاکس                 | ۴–۱ (N)                   |
| ۱۹۶۹      | جام بین قاره‌ای        | فینال                 | استودیانتس            | ۳–۰ (خ) ۱–۲ (م)           |
| ۷۰–۱۹۶۹   | جام باشگاه‌های اروپا   | دور اول               | آونیر بگن             | ۵–۰ (خ), ۳–۰ (م)          |
| ۷۰–۱۹۶۹   | جام باشگاه‌های اروپا   | دور دوم               | فاینورد               | ۱–۰ (خ), ۰–۲ (م)          |
| ۱۹۷۱-۷۲   | جام یوفا              | دور اول               | دیگنیس مورفو          | ۴–۰ (خ), ۳–۰ (م)          |
| ۱۹۷۱-۷۲   | جام یوفا              | دور دوم               | هرتا برلین            | ۴–۲ (خ), ۱–۲ (م)          |
| ۱۹۷۱-۷۲   | جام یوفا              | دور سوم               | داندی                 | ۳–۰ (خ), ۰–۲ (م)          |
| ۱۹۷۱-۷۲   | جام یوفا              | یک‌چهارم نهایی         | لیرسه                 | ۲–۰ (خ), ۱–۱ (م)          |
| ۱۹۷۱-۷۲   | جام یوفا              | نیمه نهایی            | تاتنهام               | ۱–۲ (م), ۱–۱ (خ)          |
| ۱۹۷۲-۷۳   | جام برندگان جام اروپا | دور اول               | رد بویز دیفردانگه     | ۱–۰ (م), ۶–۱ (خ)          |
| ۱۹۷۲-۷۳   | جام برندگان جام اروپا | دور دوم               | لگیا                  | ۱–۱ (م), ۲–۱ (خ)          |
| ۱۹۷۲-۷۳   | جام برندگان جام اروپا | یک‌چهارم نهایی         | اسپارتاک مسکو         | ۱–۰ (م), ۱–۱ (خ)          |
| ۱۹۷۲-۷۳   | جام برندگان جام اروپا | نیمه نهایی            | اسپارتا پراگ          | ۱–۰ (خ), ۱–۰ (م)          |
| ۱۹۷۲-۷۳   | جام برندگان جام اروپا | فینال                 | لیدز یونایتد          | 1–0 (N)                   |
| ۱۹۷۳      | سوپر جام              | فینال                 | آژاکس                 | ۱–۰ (خ), ۰–۶ (م)          |
| ۱۹۷۳-۷۴   | جام برندگان جام اروپا | دور اول               | دینامو زاگرب          | ۳–۱ (خ), ۱–۰ (م)          |
| ۱۹۷۳-۷۴   | جام برندگان جام اروپا | دور دوم               | راپید وین             | ۰–۰ (خ), ۲–۰ (م)          |
| ۱۹۷۳-۷۴   | جام برندگان جام اروپا | یک‌چهارم نهایی         | پائوک                 | ۳–۰ (خ), ۲–۲ (م)          |
| ۱۹۷۳-۷۴   | جام برندگان جام اروپا | نیمه نهایی            | مونشن‌گلادباخ          | ۲–۰ (خ), ۰–۱ (م)          |
| ۱۹۷۳-۷۴   | جام برندگان جام اروپا | فینال                 | ماگدبورگ              | ۰–۲ (N)                   |
| ۱۹۷۵-۷۶   | جام یوفا              | دور اول               | اورتون                | ۰–۰ (م), ۱–۰ (خ)          |
| ۱۹۷۵-۷۶   | جام یوفا              | دور دوم               | اتلان تاون            | ۰–۰ (م), ۳–۰ (خ)          |
| ۱۹۷۵-۷۶   | جام یوفا              | دور سوم               | اسپارتاک مسکو         | ۴–۰ (خ), ۰–۲ (م)          |
| ۱۹۷۵-۷۶   | جام یوفا              | یک‌چهارم نهایی         | کلوب بروژ             | ۰–۲ (م), ۲–۱ (خ)          |
| ۱۹۷۶-۷۷   | جام یوفا              | دور اول               | دینامو بخارست         | ۰–۰ (م), ۲–۱ (خ)          |
| ۱۹۷۶-۷۷   | جام یوفا              | دور دوم               | آکادمیک صوفیه         | ۳–۴ (م), ۲–۰ (خ)          |
| ۱۹۷۶-۷۷   | جام یوفا              | دور سوم               | اتلتیک بیلبائو        | ۱–۴ (م), ۳–۱ (خ)          |
| ۱۹۷۷-۷۸   | جام برندگان جام اروپا | دور اول               | رئال بتیس             | ۰–۲ (م), ۲–۱ (خ)          |
| ۱۹۷۸-۷۹   | جام یوفا              | دور اول               | لوکوموتیو کوشیسه      | ۱–۰ (خ), ۰–۱ (م)          |
| ۱۹۷۸-۷۹   | جام یوفا              | دور دوم               | لفسکی صوفیه           | ۱–۱ (م), ۳–۱ (خ)          |
| ۱۹۷۸-۷۹   | جام یوفا              | دور سوم               | منچستر سیتی           | ۲–۲ (خ), ۰–۳ (م)          |
| ۱۹۷۹-۸۰   | جام باشگاه‌های اروپا   | دور اول               | پورتو                 | ۰–۰ (م), ۰–۱ (خ)          |
| ۱۹۸۵-۸۶   | جام یوفا              | دور اول               | اوسر                  | ۱–۳ (م), ۳–۰ (خ)          |
| ۱۹۸۵-۸۶   | جام یوفا              | دور دوم               | لوکوموتیو لایپزیگ     | ۲–۰ (خ), ۱–۳ (م)          |
| ۱۹۸۵-۸۶   | جام یوفا              | دور سوم               | وارگم                 | ۱–۱ (م), ۱–۲ (خ)          |
| ۱۹۸۷-۸۸   | جام یوفا              | دور اول               | اسپورتینگ گیخون       | ۰–۱ (م), ۳–۰ (خ)          |
| ۱۹۸۷-۸۸   | جام یوفا              | دور دوم               | اسپانیول              | ۰–۲ (خ), ۰–۰ (م)          |
| ۱۹۸۸-۸۹   | جام باشگاه‌های اروپا   | دور اول               | لفسکی صوفیه           | ۲–۰ (م), ۵–۲ (خ)          |
| ۱۹۸۸-۸۹   | جام باشگاه‌های اروپا   | دور دوم               | ستاره سرخ بلگراد      | ۱–۱ (خ), ۱–۱ (م)          |
| ۱۹۸۸-۸۹   | جام باشگاه‌های اروپا   | یک‌چهارم نهایی         | وردربرمن              | ۰–۰ (خ), ۱–۰ (م)          |
| ۱۹۸۸-۸۹   | جام باشگاه‌های اروپا   | نیمه نهایی            | رئال مادرید           | ۱–۱ (م), ۵–۰ (خ)          |
| ۱۹۸۸-۸۹   | جام باشگاه‌های اروپا   | فینال                 | استوا بخارست          | ۴–۰ (N)                   |
| ۱۹۸۹      | سوپر جام              | فینال                 | بارسلونا              | ۱–۱ (م), ۱–۰ (خ)          |
| ۱۹۸۹      | جام بین قاره‌ای        | فینال                 | اتلتیکو ناسیونال      | ۱–۰ (N)                   |
| ۱۹۸۹-۹۰   | جام باشگاه‌های اروپا   | دور اول               | هلسینکی               | ۴–۰ (خ), ۱–۰ (م)          |
| ۱۹۸۹-۹۰   | جام باشگاه‌های اروپا   | دور دوم               | رئال مادرید           | ۲–۰ (خ), ۰–۱ (م)          |
| ۱۹۸۹-۹۰   | جام باشگاه‌های اروپا   | یک‌چهارم نهایی         | میشلن                 | ۰–۰ (م), ۲–۰ (خ)          |
| ۱۹۸۹-۹۰   | جام باشگاه‌های اروپا   | نیمه نهایی            | بایرن مونیخ           | ۱–۰ (خ), ۱–۲ (م)          |
| ۱۹۸۹-۹۰   | جام باشگاه‌های اروپا   | فینال                 | بنفیکا                | ۱–۰ (N)                   |
| ۱۹۹۰      | سوپر جام              | فینال                 | سمپدوریا              | ۱–۱ (م), ۲–۰ (خ)          |
| ۱۹۹۰      | جام بین قاره‌ای        | فینال                 | المپیا آسانسیون       | ۳-۰ (N)                   |
| ۱۹۹۰-۹۱   | جام باشگاه‌های اروپا   | دور دوم               | کلوب بروژ             | ۰–۰ (خ), ۱–۰ (م)          |
| ۱۹۹۰-۹۱   | جام باشگاه‌های اروپا   | یک‌چهارم نهایی         | المپیک مارسی          | ۱–۱ (خ), ۰–۳ (م)          |
| ۱۹۹۲-۹۳   | لیگ قهرمانان          | دور اول               | المپیک لیوبلبانا      | ۴–۰ (خ), ۳–۰ (م)          |
| ۱۹۹۲-۹۳   | لیگ قهرمانان          | دور دوم               | اسلوان براتیسلاوا     | ۱–۰ (م), ۴–۰ (خ)          |
| ۱۹۹۲-۹۳   | لیگ قهرمانان          | مرحله گروهی گروه بی   | گوتبورگ               | ۴–۰ (خ), ۱–۰ (م)          |
| ۱۹۹۲-۹۳   | لیگ قهرمانان          | مرحله گروهی گروه بی   | پ‌اس‌وی آیندهوون        | ۲–۱ (م), ۲–۰ (خ)          |
| ۱۹۹۲-۹۳   | لیگ قهرمانان          | مرحله گروهی گروه بی   | پورتو                 | ۱–۰ (م), ۱–۰ (خ)          |
| ۱۹۹۲-۹۳   | لیگ قهرمانان          | فینال                 | المپیک مارسی          | ۰–۱ (N)                   |
| ۱۹۹۳      | سوپر جام              | فینال                 | پارما                 | ۱–۰ (م), ۰–۲ (خ)          |
| ۱۹۹۳      | جام بین قاره‌ای        | فینال                 | سائوپائولو            | ۲-۳ (N)                   |
| ۱۹۹۳-۹۴   | لیگ قهرمانان          | دور اول               | آرائو                 | ۱–۰ (م), ۰–۰ (خ)          |
| ۱۹۹۳-۹۴   | لیگ قهرمانان          | دور دوم               | کپنهاگن               | ۶–۰ (م), ۱–۰ (خ)          |
| ۱۹۹۳-۹۴   | لیگ قهرمانان          | مرحله گروهی گروه بی   | اندرلخت               | ۰–۰ (خ), ۰–۰ (م)          |
| ۱۹۹۳-۹۴   | لیگ قهرمانان          | مرحله گروهی گروه بی   | پورتو                 | ۳–۰ (خ), ۰–۰ (م)          |
| ۱۹۹۳-۹۴   | لیگ قهرمانان          | مرحله گروهی گروه بی   | وردربرمن              | ۲–۱ (خ), ۱–۱ (م)          |
| ۱۹۹۳-۹۴   | لیگ قهرمانان          | نیمه نهایی            | موناکو                | ۳–۰ (خ)                   |
| ۱۹۹۳-۹۴   | لیگ قهرمانان          | فینال                 | بارسلونا              | ۴–۰ N)                    |
| ۱۹۹۴      | سوپر جام              | فینال                 | آرسنال                | ۰–۰ (م), ۲–۰ (خ)          |
| ۱۹۹۴      | جام بین قاره‌ای        | فینال                 | ولز سارسفیلد          | ۰–۲ (N)                   |
| ۹۵–۱۹۹۴   | لیگ قهرمانان          | مرحله گروهی گروه دی   | آژاکس                 | ۰–۲ (م), ۰–۲ (خ)          |
| ۹۵–۱۹۹۴   | لیگ قهرمانان          | مرحله گروهی گروه دی   | کازینو سالزبورگ       | ۳–۰ (خ), ۱–۰ (م)          |
| ۹۵–۱۹۹۴   | لیگ قهرمانان          | مرحله گروهی گروه دی   | آ.ا.ک آتن             | ۰–۰ (م), ۲–۱ (خ)          |
| ۹۵–۱۹۹۴   | لیگ قهرمانان          | یک‌چهارم نهایی         | بنفیکا                | ۲–۰ (خ), ۰–۰ (م)          |
| ۹۵–۱۹۹۴   | لیگ قهرمانان          | نیمه نهایی            | پاری سن ژرمن          | ۱–۰ (م), ۲–۰ (خ)          |
| ۹۵–۱۹۹۴   | لیگ قهرمانان          | فینال                 | آژاکس                 | ۰–۱ (N)                   |
| ۹۶–۱۹۹۵   | جام یوفا              | دور اول               | زاگلبی لوبین          | ۴–۰ (خ), ۴–۱ (م)          |
| ۹۶–۱۹۹۵   | جام یوفا              | دور دوم               | استراسبورگ            | ۱–۰ (م), ۲–۱ (خ)          |
| ۹۶–۱۹۹۵   | جام یوفا              | دور سوم               | اسپارتا پراگ          | ۲–۰ (خ), ۰–۰ (م)          |
| ۹۶–۱۹۹۵   | جام یوفا              | یک‌چهارم نهایی         | بوردو                 | ۲–۰ (خ), ۰–۳ (م)          |
| ۹۷–۱۹۹۶   | لیگ قهرمانان          | مرحله گروهی گروه دی   | پورتو                 | ۲–۳ (خ), ۱–۱ (م)          |
| ۹۷–۱۹۹۶   | لیگ قهرمانان          | مرحله گروهی گروه دی   | روزنبورگ              | ۴–۱ (م), ۱–۲ (خ)          |
| ۹۷–۱۹۹۶   | لیگ قهرمانان          | مرحله گروهی گروه دی   | گوتبورگ               | ۱–۲ (م), ۴–۲ (خ)          |
| ۱۹۹۹-۲۰۰۰ | لیگ قهرمانان          | دور اول گروهی گروه اچ | چلسی                  | ۰–۰ (م), ۱–۱ (خ)          |
| ۱۹۹۹-۲۰۰۰ | لیگ قهرمانان          | دور اول گروهی گروه اچ | گالاتاسرای            | ۲–۱ (خ), ۲–۳ (م)          |
| ۱۹۹۹-۲۰۰۰ | لیگ قهرمانان          | دور اول گروهی گروه اچ | هرتا برلین            | ۱–۱ (خ), ۰–۱ (م)          |
| ۲۰۰۰-۰۱   | لیگ قهرمانان          | دور سوم مقدماتی       | دینامو زاگرب          | ۳–۱ (خ), ۳–۰ (م)          |
| ۲۰۰۰-۰۱   | لیگ قهرمانان          | دور اول گروهی گروه اچ | بشیکتاش               | ۴–۱ (خ), ۲–۰ (م)          |
| ۲۰۰۰-۰۱   | لیگ قهرمانان          | دور اول گروهی گروه اچ | لیدز یونایتد          | ۰–۱ (م), ۱–۱ (خ)          |
| ۲۰۰۰-۰۱   | لیگ قهرمانان          | دور اول گروهی گروه اچ | بارسلونا              | ۲–۰ (م), ۳–۳ (خ)          |
| ۲۰۰۰-۰۱   | لیگ قهرمانان          | دور دوم گروهی گروه بی | گالاتاسرای            | ۲–۲ (خ), ۰–۲ (م)          |
| ۲۰۰۰-۰۱   | لیگ قهرمانان          | دور دوم گروهی گروه بی | دپورتیوو لاکرونیا     | ۱–۰ (م), ۱–۱ (خ)          |
| ۲۰۰۰-۰۱   | لیگ قهرمانان          | دور دوم گروهی گروه بی | پاری سن ژرمن          | ۱–۱ (خ), ۱–۱ (م)          |
| ۲۰۰۱-۰۲   | جام یوفا              | دور اول               | باته بوریسوف          | ۲–۰ (م), ۴–۰ (خ)          |
| ۲۰۰۱-۰۲   | جام یوفا              | دور دوم               | زسکا صوفیه            | ۲–۰ (خ), ۱–۰ (م)          |
| ۲۰۰۱-۰۲   | جام یوفا              | دور سوم               | اسپورتینگ لیسبون      | ۲–۰ (خ), ۱–۱ (م)          |
| ۲۰۰۱-۰۲   | جام یوفا              | دور چهارم             | رودا                  | ۰–۱ (م), ۱–۰ (خ)          |
| ۲۰۰۱-۰۲   | جام یوفا              | یک‌چهارم نهایی         | هاپوئل تل‌آویو         | ۰–۱ (م), ۲–۰ (خ)          |
| ۲۰۰۱-۰۲   | جام یوفا              | نیمه نهایی            | بروسیا دورتموند       | ۰–۴ (م), ۳–۱ (خ)          |
| ۲۰۰۲-۰۳   | لیگ قهرمانان          | دور سوم مقدماتی       | اسلوان لیبرتس         | ۱–۰ (خ), ۱–۲ (م)          |
| ۲۰۰۲-۰۳   | لیگ قهرمانان          | دور اول گروهی گروه جی | لن                    | ۲–۱ (خ), ۱–۲ (م)          |
| ۲۰۰۲-۰۳   | لیگ قهرمانان          | دور اول گروهی گروه جی | دپورتیوو لاکرونیا     | ۴–۰ (م), ۱–۲ (خ)          |
| ۲۰۰۲-۰۳   | لیگ قهرمانان          | دور اول گروهی گروه جی | بایرن مونیخ           | ۲–۱ (م), ۲–۱ (خ)          |
| ۲۰۰۲-۰۳   | لیگ قهرمانان          | دور دوم گروهی گروه سی | رئال مادرید           | ۱–۰ (خ), ۱–۳ (م)          |
| ۲۰۰۲-۰۳   | لیگ قهرمانان          | دور دوم گروهی گروه سی | بروسیا دورتموند       | ۱–۰ (م), ۰–۱ (خ)          |
| ۲۰۰۲-۰۳   | لیگ قهرمانان          | دور دوم گروهی گروه سی | لوکوموتیو مسکو        | ۱–۰ (خ), ۱–۰ (م)          |
| ۲۰۰۲-۰۳   | لیگ قهرمانان          | یک‌چهارم نهایی         | آژاکس                 | ۰–۰ (م), ۳–۲ (خ)          |
| ۲۰۰۲-۰۳   | لیگ قهرمانان          | نیمه نهایی            | اینتر میلان           | ۰–۰ (خ), ۱–۱ (م)          |
| ۲۰۰۲-۰۳   | لیگ قهرمانان          | فینال                 | یوونتوس               | ۰–۰ (N)                   |
| ۲۰۰۳      | سوپر جام              | فینال                 | پورتو                 | ۱–۰ (N)                   |
| ۲۰۰۳      | جام بین قاره‌ای        | فینال                 | بوکا جونیورز          | ۱–۱ (N)                   |
| ۲۰۰۳-۰۴   | لیگ قهرمانان          | مرحله گروهی گروه اچ   | آژاکس                 | ۱–۰ (خ), ۱–۰ (م)          |
| ۲۰۰۳-۰۴   | لیگ قهرمانان          | مرحله گروهی گروه اچ   | سلتاویگو              | ۰–۰ (م), ۱–۲ (خ)          |
| ۲۰۰۳-۰۴   | لیگ قهرمانان          | مرحله گروهی گروه اچ   | کلوب بروژ             | ۰–۱ (خ), ۱–۰ (م)          |
| ۲۰۰۳-۰۴   | لیگ قهرمانان          | یک‌هشتم نهایی          | اسپارتا پراگ          | ۰–۰ (م), ۴–۱ (خ)          |
| ۲۰۰۳-۰۴   | لیگ قهرمانان          | یک‌چهارم نهایی         | دپورتیوو لاکرونیا     | ۴–۱ (خ), ۰–۴ (م)          |
| ۲۰۰۴-۰۵   | لیگ قهرمانان          | مرحله گروهی گروه اف   | شاختار دونتسک         | ۱–۰ (م), ۴–۰ (خ)          |
| ۲۰۰۴-۰۵   | لیگ قهرمانان          | مرحله گروهی گروه اف   | سلتیک                 | ۳–۱ (خ), ۰–۰ (م)          |
| ۲۰۰۴-۰۵   | لیگ قهرمانان          | مرحله گروهی گروه اف   | بارسلونا              | ۱–۰ (خ), ۱–۲ (م)          |
| ۲۰۰۴-۰۵   | لیگ قهرمانان          | یک‌هشتم نهایی          | منچستر یونایتد        | ۱–۰ (م), ۱–۰ (خ)          |
| ۲۰۰۴-۰۵   | لیگ قهرمانان          | یک‌چهارم نهایی         | اینتر میلان           | ۲–۰ (خ), ۳–۰ (م)          |
| ۲۰۰۴-۰۵   | لیگ قهرمانان          | نیمه نهایی            | پ‌اس‌وی آیندهوون        | ۲–۰ (خ), ۱–۳ (م)          |
| ۲۰۰۴-۰۵   | لیگ قهرمانان          | فینال                 | لیورپول               | ۳–۳ (N)                   |
| ۲۰۰۵-۰۶   | لیگ قهرمانان          | مرحله گروهی گروه ای   | فنرباغچه              | ۳–۱ (خ), ۴–۰ (م)          |
| ۲۰۰۵-۰۶   | لیگ قهرمانان          | مرحله گروهی گروه ای   | شالکه ۰۴              | ۲–۲ (م), ۳–۲ (خ)          |
| ۲۰۰۵-۰۶   | لیگ قهرمانان          | مرحله گروهی گروه ای   | پ‌اس‌وی آیندهوون        | ۰–۰ (خ), ۰–۱ (م)          |
| ۲۰۰۵-۰۶   | لیگ قهرمانان          | یک‌هشتم نهایی          | بایرن مونیخ           | ۱–۱ (م), ۴–۱ (خ)          |
| ۲۰۰۵-۰۶   | لیگ قهرمانان          | یک‌چهارم نهایی         | لیون                  | ۰–۰ (م), ۳–۱ (خ)          |
| ۲۰۰۵-۰۶   | لیگ قهرمانان          | نیمه نهایی            | بارسلونا              | ۰–۱ (خ), ۰–۰ (م)          |
| ۰۷–۲۰۰۶   | لیگ قهرمانان          | دور سوم مقدماتی       | ستاره سرخ بلگراد      | ۱–۰ (خ), ۲–۱ (م)          |
| ۰۷–۲۰۰۶   | لیگ قهرمانان          | مرحله گروهی گروه اچ   | آ.ا.ک آتن             | ۳–۰ (خ), ۰–۱ (م)          |
| ۰۷–۲۰۰۶   | لیگ قهرمانان          | مرحله گروهی گروه اچ   | لیل                   | ۰–۰ (م), ۰–۲ (خ)          |
| ۰۷–۲۰۰۶   | لیگ قهرمانان          | مرحله گروهی گروه اچ   | اندرلخت               | ۱–۰ (م), ۴–۱ (خ)          |
| ۰۷–۲۰۰۶   | لیگ قهرمانان          | یک‌هشتم نهایی          | سلتیک                 | ۰–۰ (م), ۱–۰ (خ)          |
| ۰۷–۲۰۰۶   | لیگ قهرمانان          | یک‌چهارم نهایی         | بایرن مونیخ           | ۲–۲ (خ), ۲–۰ (م)          |
| ۰۷–۲۰۰۶   | لیگ قهرمانان          | نیمه نهایی            | منچستر یونایتد        | ۲–۳ (م), ۳–۰ (خ)          |
| ۰۷–۲۰۰۶   | لیگ قهرمانان          | فینال                 | لیورپول               | ۲–۱ (N)                   |
| ۲۰۰۷      | سوپر جام              | فینال                 | سویا                  | ۳–۱ (N)                   |
| ۲۰۰۷      | جام باشگاه‌های جهان    | نیمه نهایی            | اوراوا رد دایموندز    | ۱–۰ (N)                   |
| ۲۰۰۷      | جام باشگاه‌های جهان    | فینال                 | بوکا جونیورز          | ۴–۲ (N)                   |
| ۲۰۰۷-۰۸   | لیگ قهرمانان          | مرحله گروهی گروه دی   | بنفیکا                | ۲–۱ (خ), ۱–۱ (م)          |
| ۲۰۰۷-۰۸   | لیگ قهرمانان          | مرحله گروهی گروه دی   | سلتیک                 | ۱–۲ (م), ۱–۰ (خ)          |
| ۲۰۰۷-۰۸   | لیگ قهرمانان          | مرحله گروهی گروه دی   | شاختار دونتسک         | ۴–۱ (م), ۳–۰ (خ)          |
| ۲۰۰۷-۰۸   | لیگ قهرمانان          | یک‌هشتم نهایی          | آرسنال                | ۰–۰ (م), ۰–۲ (خ)          |
| ۲۰۰۸-۰۹   | جام یوفا              | دور اول               | زوریخ                 | ۳–۱ (خ), ۱–۰ (م)          |
| ۲۰۰۸-۰۹   | جام یوفا              | مرحله گروهی گروه‌ای    | هیرنفین               | ۳–۱ (م)                   |
| ۲۰۰۸-۰۹   | جام یوفا              | مرحله گروهی گروه‌ای    | براگا                 | ۱–۰ (خ)                   |
| ۲۰۰۸-۰۹   | جام یوفا              | مرحله گروهی گروه‌ای    | پورتسموث              | ۲–۲ (م)                   |
| ۲۰۰۸-۰۹   | جام یوفا              | مرحله گروهی گروه‌ای    | وولفسبورگ             | ۲–۲ (خ)                   |
| ۲۰۰۸-۰۹   | جام یوفا              | یک‌شانزدهم نهایی       | وردربرمن              | ۱–۱ (م), ۲–۲ (خ)          |
| ۱۰–۲۰۰۹   | لیگ قهرمانان          | مرحله گروهی گروه سی   | المپیک مارسی          | ۲–۱ (م), ۱–۱ (خ)          |
| ۱۰–۲۰۰۹   | لیگ قهرمانان          | مرحله گروهی گروه سی   | زوریخ                 | ۰–۱ (خ), ۱–۱ (م)          |
| ۱۰–۲۰۰۹   | لیگ قهرمانان          | مرحله گروهی گروه سی   | رئال مادرید           | ۳–۲ (م), ۱–۱ (خ)          |
| ۱۰–۲۰۰۹   | لیگ قهرمانان          | یک‌هشتم نهایی          | منچستر یونایتد        | ۲–۳ (خ), ۰–۴ (م)          |
| ۱۱–۲۰۱۰   | لیگ قهرمانان          | مرحله گروهی گروه جی   | اوسر                  | ۲–۰ (خ), ۲–۰ (م)          |
| ۱۱–۲۰۱۰   | لیگ قهرمانان          | مرحله گروهی گروه جی   | آژاکس                 | ۱–۱ (م), ۰–۲ (خ)          |
| ۱۱–۲۰۱۰   | لیگ قهرمانان          | مرحله گروهی گروه جی   | رئال مادرید           | ۰–۲ (م), ۲–۲ (خ)          |
| ۱۱–۲۰۱۰   | لیگ قهرمانان          | یک‌هشتم نهایی          | تاتنهام               | ۰–۱ (خ), ۰–۰ (م)          |
| ۱۲–۲۰۱۱   | لیگ قهرمانان          | مرحله گروهی گروه اچ   | بارسلونا              | ۲–۲ (م), ۲–۳ (خ)          |
| ۱۲–۲۰۱۱   | لیگ قهرمانان          | مرحله گروهی گروه اچ   | ویکتوریا پلزن         | ۲–۰ (خ), ۲–۲ (م)          |
| ۱۲–۲۰۱۱   | لیگ قهرمانان          | مرحله گروهی گروه اچ   | باته بوریسوف          | ۲–۰ (خ), ۱–۱ (م)          |
| ۱۲–۲۰۱۱   | لیگ قهرمانان          | یک‌هشتم نهایی          | آرسنال                | ۴–۰ (خ), ۰–۳ (م)          |
| ۱۲–۲۰۱۱   | لیگ قهرمانان          | یک‌چهارم نهایی         | بارسلونا              | ۰–۰ (خ), ۱–۳ (م)          |
| ۱۳–۲۰۱۲   | لیگ قهرمانان          | مرحله گروهی گروه سی   | اندرلخت               | ۰–۰ (خ), ۳–۱ (م)          |
| ۱۳–۲۰۱۲   | لیگ قهرمانان          | مرحله گروهی گروه سی   | زنیت                  | ۳–۲ (م), ۰–۱ (خ)          |
| ۱۳–۲۰۱۲   | لیگ قهرمانان          | مرحله گروهی گروه سی   | مالاگا                | ۰–۱ (م), ۱–۱ (خ)          |
| ۱۳–۲۰۱۲   | لیگ قهرمانان          | یک‌هشتم نهایی          | بارسلونا              | ۲–۰ (خ), ۰–۴ (م)          |
| ۱۴–۲۰۱۳   | لیگ قهرمانان          | مرحله پلی آف          | پ‌اس‌وی آیندهوون        | ۱–۱ (م), ۳–۰ (خ)          |
| ۱۴–۲۰۱۳   | لیگ قهرمانان          | مرحله گروهی گروه اچ   | سلتیک                 | ۲–۰ (خ), ۳–۰ (م)          |
| ۱۴–۲۰۱۳   | لیگ قهرمانان          | مرحله گروهی گروه اچ   | آژاکس                 | ۱–۱ (م), ۰–۰ (خ)          |
| ۱۴–۲۰۱۳   | لیگ قهرمانان          | مرحله گروهی گروه اچ   | بارسلونا              | ۱–۱ (خ), ۱–۳ (م)          |
| ۱۴–۲۰۱۳   | لیگ قهرمانان          | یک‌هشتم نهایی          | اتلتیکو مادرید        | ۰–۱ (خ), ۱–۴ (م)          |
| ۱۸–۲۰۱۷   | لیگ اروپا             | دور سوم مقدماتی       | یونیورسیتاتئا کرایووا | ۱–۰ (م), ۲–۰ (خ)          |
| ۱۸–۲۰۱۷   | لیگ اروپا             | مرحله پلی آف          | اشکندیا               | ۶–۰ (خ), ۱–۰ (م)          |
| ۱۸–۲۰۱۷   | لیگ اروپا             | مرحله گروهی (گروه دی) | آستریا وین            | ۵–۱ (م), ۵–۱ (خ)          |
| ۱۸–۲۰۱۷   | لیگ اروپا             | مرحله گروهی (گروه دی) | رییکا                 | ۳–۲ (خ), ۰–۲ (م)          |
| ۱۸–۲۰۱۷   | لیگ اروپا             | مرحله گروهی (گروه دی) | آ. ا. ک آتن           | ۰–۰ (خ), ۰–۰ (م)          |
| ۱۸–۲۰۱۷   | لیگ اروپا             | یک‌شانزدهم نهایی       | لودوگورتس رازگراد     | ۳–۰ (م), ۱–۰ (خ)          |
| ۱۸–۲۰۱۷   | لیگ اروپا             | یک‌هشتم نهایی          | آرسنال                | ۰–۲ (خ), ۱–۳ (م)          |
| ۱۹–۲۰۱۸   | لیگ اروپا             |                       |                       |                           |
| ۱۹–۲۰۱۸   | لیگ اروپا             | مرحله گروهی (گروه اف) | اف۹۱ دودلانژ          | ۱–۰ (م), ۵–۲ (خ)          |
| ۱۹–۲۰۱۸   | لیگ اروپا             | مرحله گروهی (گروه اف) | المپیاکوس             | ۳–۱ (خ), ۱–۳ (م)          |
| ۱۹–۲۰۱۸   | لیگ اروپا             | مرحله گروهی (گروه اف) | رئال بتیس             | ۱–۲ (خ), ۱–۱ (م)          |

یادداشت
1. ↑  برد بواسطهٔ پرتاب سکه
2. ↑  باخت بواسطهٔ پرتاب سکه
3. 1 2 3 4 5 6  برد بواسطهٔ گل زده در خانه حریف
4. ↑  برد ۷-۸ در ضربات پنالتی
5. ↑  برد ۲-۴ در ضربات پنالتی
6. 1 2  برد ۲-۳ در ضربات پنالتی
7. ↑  باخت ۱-۳ در ضربات پنالتی
8. ↑  باخت ۲-۳ در ضربات پنالتی
9. ↑  باخت بواسطهٔ گل زده در خانه حریف

## رکورد کلی
بروز شده در ۱۳ سپتامبر ۲۰۱۹.
| نوع رقابت                 | تعداد بازی | برد | مساوی | باخت | گل‌زده | گل‌خورده | تفاضل گل |
| ------------------------- | ---------- | --- | ----- | ---- | ----- | ------- | -------- |
| جام باشگاه‌ها/لیگ قهرمانان | ۲۴۹        | ۱۲۵ | ۶۴    | ۶۰   | ۴۱۶   | ۲۳۳     | ۱۸۳+     |
| جام در جام                | ۳۰         | ۱۷  | ۱۰    | ۳    | ۴۷    | ۲۰      | ۲۷+      |
| جام یوفا/لیگ اروپا        | ۸۸         | ۴۷  | ۱۸    | ۲۳   | ۱۴۸   | ۸۶      | ۶۲+      |
| اینتر-سیتیز فیرز کاپ      | ۱۳         | ۵   | ۳     | ۵    | ۱۱    | ۱۳      | ۲−       |
| سوپر جام                  | ۱۲         | ۷   | ۳     | ۲    | ۱۳    | ۱۱      | ۲+       |
| جام بین قاره‌ای            | ۱۰         | ۴   | ۱     | ۵    | ۱۷    | ۱۵      | ۲+       |
| جام جهانی باشگاه‌ها        | ۲          | ۲   | ۰     | ۰    | ۵     | ۲       | ۳+       |
| مجموع                     | ۴۰۴        | ۲۰۷ | ۹۹    | ۹۸   | ۶۵۷   | ۳۷۸     | ۲۷۹+     |